# 한우리
한우리는 대한민국의 텔레비전 드라마 작가이다. 

## 드라마
- 2018년 OCN 주말 미니시리즈 《작은 신의 아이들》 ... 집필
- 2020년 tvN 수목 미니시리즈 《구미호뎐》 ... 집필
- 2023년 tvN 토일 미니시리즈 《구미호뎐1938》 ... 집필